# مقاطعة غرينزفيل (فيرجينيا)
 مقاطعة غرينزفيل  (بالإنجليزية:  Greensville County)‏ هي إحدى المقاطعات في ولاية فيرجينيا في الولايات المتحدة الأمريكية.

## أعلام
- جون ميسون